# Gmina związkowa Rüdesheim
Gmina związkowa Rüdesheim (niem. Verbandsgemeinde Rüdesheim) – gmina związkowa w Niemczech, w kraju związkowym Nadrenia-Palatynat, w powiecie Bad Kreuznach. Siedziba gminy związkowej znajduje się w miejscowości Rüdesheim. 1 stycznia 2017 do gminy przyłączono pięć gmin z rozwiązanej gminy związkowej Bad Münster am Stein-Ebernburg: Duchroth, Niederhausen, Norheim, Oberhausen an der Nahe oraz Traisen.

## Podział administracyjny
Gmina związkowa zrzesza 32 gminy wiejskie:
1. Allenfeld
2. Argenschwang
3. Bockenau
4. Boos
5. Braunweiler
6. Burgsponheim
7. Dalberg
8. Duchroth
9. Gebroth
10. Gutenberg
11. Hargesheim
12. Hergenfeld
13. Hüffelsheim
14. Mandel
15. Münchwald
16. Niederhausen
17. Norheim
18. Oberhausen an der Nahe
19. Oberstreit
20. Roxheim
21. Rüdesheim
22. Sankt Katharinen
23. Schloßböckelheim
24. Sommerloch
25. Spabrücken
26. Spall
27. Sponheim
28. Traisen
29. Waldböckelheim
30. Wallhausen
31. Weinsheim
32. Winterbach

## Współpraca
- Grimma, Saksonia